# Максимчук Анатолій Олександрович
Анатолій Олександрович Максимчук (нар. 14 січня 1980, м. Біла Церква, Київська область) — український юрист, державний службовець. З 2 жовтня 2019 року по 11 березня 2020 року — перший заступник Міністра культури, молоді та спорту України.
В.о. Міністра культури, молоді та спорту України (з 4 по 10 березня 2020 року).

## Життєпис

### Освіта
- Факультет права Національного технічного університету України «Київський політехнічний інститут».
- Українська школа політичних студій (Проєкт лабораторії законодавчих ініціатив).
- Літній університет демократії при Раді Європи (м. Страсбург, Франція).
- Літня школа медіаправа при Інституті медіаправа.

### Трудова діяльність
До 2004 року працював у холдинговій компанії «XXI століття».
2004 — квітень 2010 — директор юридичного департаменту ЗАТ «Міжнародний медіа-центр – СТБ» (згодом ПрАТ «Міжнародний медіа центр – СТБ»).
Травень 2010 — грудень 2017 — заступник голови правління ЗАТ «Міжнародний медіа-центр – СТБ» (згодом ПрАТ «Міжнародний медіа центр – СТБ»).
Грудень 2017 — березень 2018 — заступник генерального директора ТОВ «Телеканал СТБ».
Квітень 2018 — вересень 2019 — заступник генерального директора ТОВ «СтарЛайт Медіа» (з 2015 року до березня 2018 року займав цю посаду за суміщенням).

### Громадська діяльність
- Член Громадської організації «Об'єднання захисників надбань та відродження українського кіномистецтва».
- Член Громадської ради при Державному агентстві України з питань кіно.
- Член Експертної ради при Міністерстві культури України з відбору кінопроєктів для надання державної фінансової підтримки на виробництво (створення) та розповсюдження фільмів патріотичного спрямування.
- Член Національної асоціації адвокатів України.
- Куратор проєкту #КіноКраїна.